# Česká Metuje
Česká Metuje là một làng thuộc huyện Náchod, vùng Královéhradecký, Cộng hòa Séc.